# Deyonta Davis
Deyonta Davis (nascido em 2 de dezembro de 1996) é um jogador norte-americano de basquete profissional que atualmente está sem clube. Foi a trigésima primeira escolha geral no draft da NBA de 2016, pelo Boston Celtics.